# Biennale w Wenecji

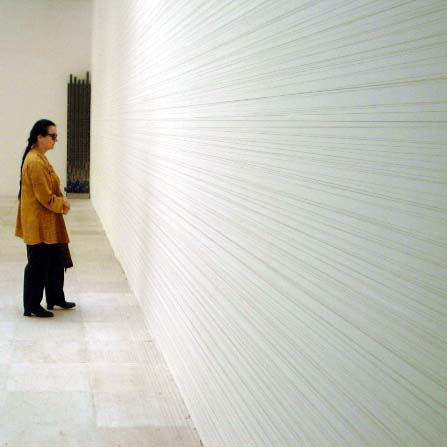
The North Is Protected
(Tommi Grönlund, Petteri Nisunen),
65. Biennale w Wenecji, 2001

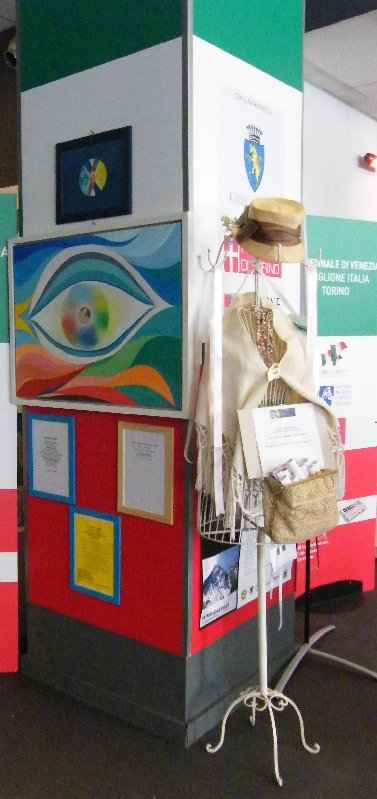
54 Biennale w Wenecji, wydanie specjalne 2011-2012 (150 Anniversary of Italian Unification)

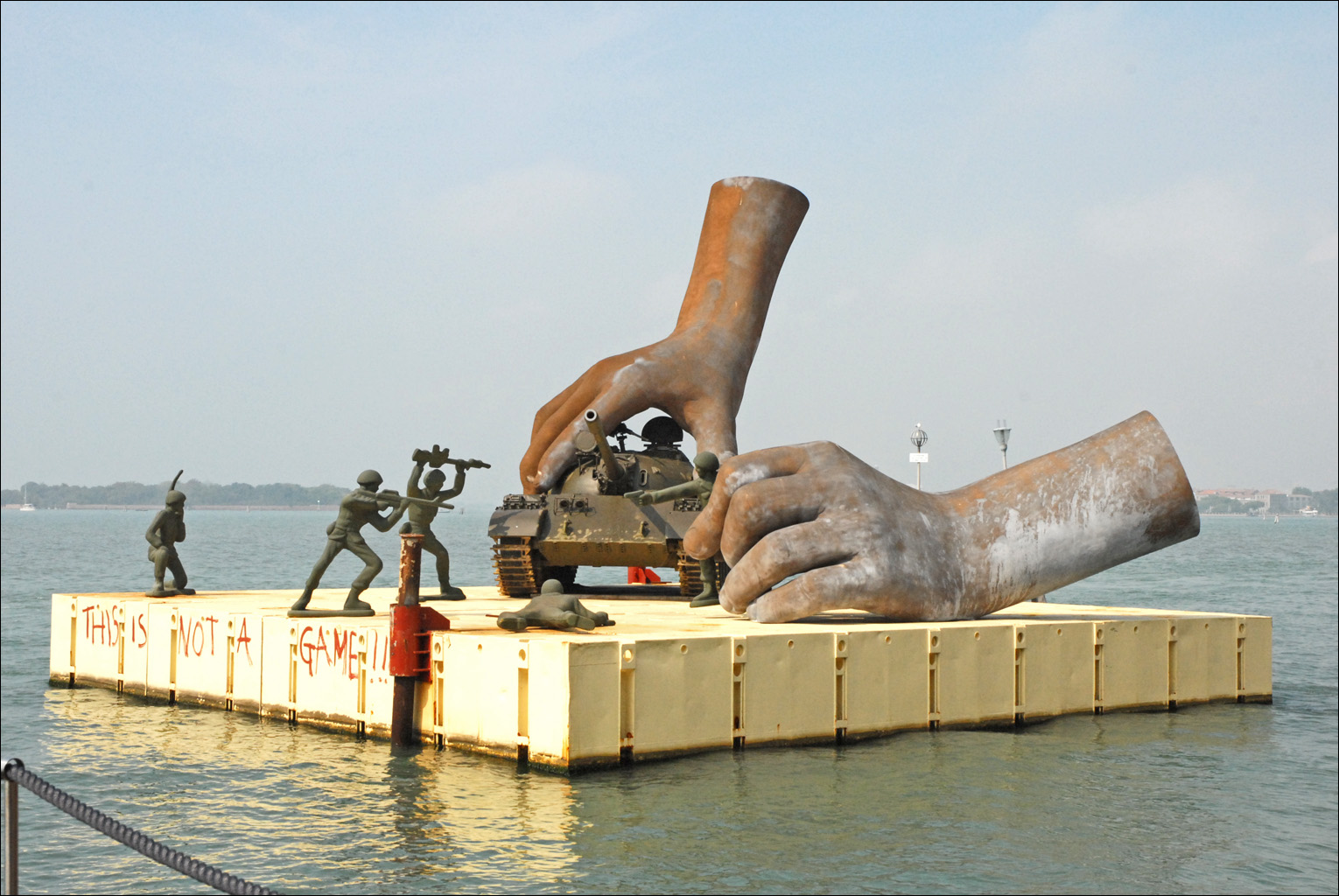
54 Biennale w Wenecji w 2011, pływająca praca Lorenzo Quinna This is not a game

Biennale w Wenecji (wł. La Biennale di Venezia) – międzynarodowe biennale sztuki współczesnej w Wenecji. Biennale od 2004 jest  organizowane przez homonimiczną fundację (Fondazione La Biennale di Venezia).   
Jako część Biennale w Wenecji określa się tradycyjnie dwie inne znane imprezy artystyczne: Festiwal Filmowy w Wenecji (wł. Mostra Internazionale d'Arte Cinematografica (od 1932), odbywający się corocznie, oraz Weneckie Biennale Architektury (od 1980), które odbywa się co dwa lata (lata parzyste). Organizowane są także Biennale muzyki (od 1930), teatru (od 1934) i tańca (od 1999). 

## Historia
Pierwsze Biennale odbyło się w roku 1895, w tej edycji wystawiano przede wszystkim sztukę dekoracyjną. W początkach XX wieku, w związku z rosnącym zainteresowaniem publiczności, wystawa stała się znana poza granicami Włoch – począwszy od 1907 roku na terenie wystawy zaczęto instalować zagraniczne narodowe pawilony wystawowe. Po I wojnie światowej zaczął ujawniać się obecny charakter ekspozycji – większą uwagę zaczęto przykładać do sztuki nowoczesnej. W okresie międzywojennym na Biennale w Wenecji wystawiało wielu znanych artystów związanych ze sztuką współczesną.
W 1930 roku zarząd wystawy odebrano władzom Wenecji, a pieczę nad wystawą zaczął sprawować faszystowski rząd Włoch. W tym czasie wprowadzono również nowe imprezy artystyczne składające się na biennale, m.in. Wenecki Festiwal Muzyczny (od 1930 roku) oraz Festiwal Filmowy w Wenecji (od 1932 roku).
W 1948 roku, po sześcioletniej przerwie związanej z II wojną światową, wystawę zorganizowano ponownie. Zgodnie z przedwojennymi tradycjami, głównym nurtem wystawy była sztuka współczesna. W pierwszych latach powojennej historii wystawy prezentowano prace artystów związanych z awangardą europejską, z czasem wystawa zyskała w pełni międzynarodowy charakter. Wzrostowi popularności wystawy towarzyszyły zmiany w aranżacji przestrzeni wystawienniczej – w latach 1948-1972 włoski architekt Carlo Scarpa dokonał w tej materii wielu istotnych zmian.
Fala protestów z 1968 roku przyczyniła się do kryzysu wystawy, zaprzestano przyznawania nagród dla twórców  (Grand Prizes). Większego znaczenia nabrały w tamtym okresie tematyczne wystawy organizowane przy okazji Biennale. W 1974 roku wystawę dedykowano Republice Chile – był to protest środowiska artystycznego przeciwko dyktatorskim rządom Augusto Pinocheta. Przyznano także Złote Lwy – nagrody przyznawane dotąd na Festiwalu Filmowym.
W późnych latach dziewięćdziesiątych kuratorem wystawy był Harald Szeeman. Dzięki jego staraniom na wystawie zaprezentowało swoje prace wielu twórców azjatyckich.
Polska uczestniczy w Biennale od 1932 roku. Pawilon Polski powstał w latach 30., a jego budowę sfinansował rząd polski. Opiekunem Pawilonu jest Zachęta. 

## Szczegóły organizacyjne
Oficjalna część imprezy odbywa się w parku (Giardini), gdzie znajduje się trzydzieści stałych pawilonów narodowych. Pawilony przydzielone zostały w większości w latach trzydziestych XX w. oraz w czasach zimnej wojny w efekcie działań politycznych, i w związku z tym poziom ekspozycji jest nierówny – wielu państwom posiadającym własne pawilony brak tradycji artystycznych. Każde państwo samodzielnie zarządza narodowym pawilonem. Zarząd nad pawilonem i doborem ekspozycji powierzany bywa organizacjom pozarządowym (np. pawilon brytyjski).
Przy okazji biennale organizowanych jest wiele imprez towarzyszących. Niektóre z nich zostały z czasem włączone do programu imprezy.